# Brigitte Frauendorf
Brigitte Frauendorf (* 18. Dezember 1937 in Leipzig; † 26. Juli 1949 in der Nähe von Kirchgandern) war eine von Angehörigen der Grenzpolizei in der Sowjetischen Besatzungszone durch Schüsse getötete Schülerin. Sowohl 1949 das Büro des damaligen thüringischen Innenministers Willy Gebhardt (SED) als auch nach der Deutschen Wiedervereinigung die Staatsanwaltschaft Erfurt sahen in dem tödlichen Schuss durch den Grenzpolizisten Paul W. eine Straftat. Trotzdem wurde der Täter nie verurteilt.

## Leben
Brigitte Frauendorfer wohnte mit ihrer Mutter und ihrem Stiefvater zum Zeitpunkt ihres Todes in Leipzig. Ihr Stiefvater arbeitete als Elektromechaniker. Im Juli 1949 wollte die Familie die Großeltern von Brigitte in Neu-Isenburg besuchen. Obwohl der Stiefvater einen Urlaubsschein für sich sowie eine Aufenthaltserlaubnis in Neu-Isenburg für die ganze Familie hatte, entschied er sich, die damals noch kaum gesicherte Zonengrenze zwischen der sowjetischen und der amerikanischen Besatzungszone illegal zu überqueren. Er befürchtete, keinen Interzonenpass zu erhalten. Die Familie war am 25. Juli in Arenshausen nahe der Grenze angekommen, wo sie in einem Gasthaus weitere Grenzgänger kennenlernte.

## Umstände der tödlichen Schüsse
Am Abend des 25. Juli 1949 brachen gegen 23.00 Uhr ungefähr zehn Personen, darunter mehrere Frauen und insgesamt zwei Kinder, mit einem ortskundigen Führer auf, um die Grenze Richtung Westen zu überqueren.
Ab Mitternacht überwachten zwei Angehörige der Deutschen Grenzpolizei den Grenzbereich auf dem Gebiet des rund einen Kilometer von Arensburg entfernten Kirchgandern. Die Grenzpolizisten waren zuvor vor aus dem Gefängnis ausgebrochenen „Schwerverbrechern“ gewarnt worden, welche womöglich die Grenze überqueren wollten.
Als sie gegen 2.10 Uhr die Geräusche von der Gruppe der Grenzüberquerer aus rund 100 Metern Entfernung hörten, warteten sie, bis diese nur noch ungefähr 10 Meter entfernt waren, um sie dann zum Stehenbleiben aufzufordern. Diese gehorchten nicht, sondern flüchteten zurück in das Getreidefeld, aus dem sie gekommen waren. Nachdem sie auf einen Warnschuss nicht reagiert hatten, schoss einer der Grenzpolizisten nach eigenen Angaben mehrmals in Richtung der Flüchtenden. Von den in Richtung der flüchtenden Menschen abgegebenen Schüssen traf einer Brigitte Frauendorf in den Bauch.
Die Grenzpolizisten schauten danach im Getreidefeld nach den Flüchtenden. Sie fanden das verletzte Mädchen und seine Eltern. Brigitte sagte auf Ansprache ihrer Eltern noch, dass sie nicht zu ihnen kommen könne, weil sie getroffen worden sei. Sie schafften die Familie zur Grenzpolizeistation Kirchgandern. Als sie dort eintrafen, war das Kind an dem hohen Blutverlust gestorben. Die Getötete wurde im Spritzenhaus des Ortes aufgebahrt und noch am selben Tag durch das Amtsgericht Heiligenstadt zur Bestattung freigegeben. Ihre Eltern wurden inhaftiert. Die anderen Mitglieder der Gruppe waren unerkannt entkommen.

## Ermittlungen
Der Todesschütze wurde ebenfalls in Haft genommen, aber schon am nächsten Tag gegen 11.50 Uhr wieder entlassen.
Die Volkspolizei-Abteilung Grenzpolizei Weimar sowie die Kreiskriminalpolizeiabteilungen Mühlhausen und Heiligenstadt kamen in ihren Untersuchungsberichten vom 26. beziehungsweise 28. September 1949 zu dem Schluss, dass der Todesschütze richtig gehandelt habe und ihm kein Fehlverhalten vorzuwerfen sei. Ein Volkspolizei-Kommandeur schrieb allerdings am 30. September, dass der Todesschütze keineswegs richtig gehandelt habe, da sich das getötete Kind zum Zeitpunkt des Schusses nur noch in Richtung seiner Mutter bewegt habe, welche selbst schon stehengeblieben war. Er beschrieb Paul W. als jemand, der „den denkbar schlechtesten Eindruck (macht) und (...) nicht das geringste Bedauern über diesen Vorfall (zeigt)“. Rund einen Monat später schrieb das Büro des damaligen thüringischen Innenministers, dass „von einigen Angehörigen der Volkspolizei – insbesondere dem, welcher den fraglichen Schuss abgegeben hat – nicht nur leichtfertig, sondern straffällig gehandelt wurde“. Obwohl er diese Stellungnahme in seiner Begründung erwähnte, entschied ein leitender Mitarbeiter der Volkspolizei Weimar am 12. Dezember 1949 abschließend, dass der Todesschütze richtig gehandelt habe und die Eltern die Schuld am Tod des Kindes trügen, da sie es der gefährlichen Situation während des Grenzübertritts ausgesetzt hätten.
Nach der Wiedervereinigung wurde der Fall wieder neu eröffnet. Der Todesschütze Paul W. gab diesmal während der Vernehmungen an, dass sich der Schuss nur zufällig gelöst habe. Die Staatsanwaltschaft sah darin nur eine Schutzbehauptung, insbesondere weil Paul W. dies so erstmals äußerte, im Gegensatz zu seinen früheren Aussagen. Das Landgericht Mühlhausen sprach den Todesschützen frei, da nach seiner Auffassung dessen Aussagen nicht widerlegt werden konnten.

## Erinnerung
In einem vom Grenzmuseum Schifflersgrund herausgegebenen Fotobuch ist Brigitte Frauendorf eine Seite gewidmet. Dort ist auch der vollständige Name des Todesschützen genannt sowie erwähnt, dass ihre Eltern zusätzlich zum Verlust ihrer Tochter von der DDR-Justiz verurteilt wurden.
Nils Klinger, Absolvent der Kunsthochschule Kassel, gewann mit einer Fotodokumentation Demarkation, welche verschiedene Fluchtversuche bildlich darstellt, 2009 den mit 5000 € dotierten Merck-Preis der Darmstädter Tage der Fotografie. Darin wird auch das Schicksal von Brigitte Frauendorfer behandelt. Er schreibt in der Erläuterung zu dem Bild von gezielten Schüssen auf das Kind.